# František Šrámek (poslanec Říšské rady)
František Šrámek (5. ledna 1838 Křtětice – 19. února 1927 Křtětice) byl rakouský politik české národnosti, na přelomu 19. a 20. století poslanec Říšské rady.

## Biografie
Profesí byl sedlákem a obecním politikem z Protivínska. V roce 1897 se profesně uvádí jako majitel nemovitostí, bytem Křtětice u Vodňan.
V 90. letech 19. století se zapojil do celostátní politiky. Ve volbách do Říšské rady roku 1897 byl zvolen a zde zastupoval kurii venkovských obcí, obvod Budějovice, Třeboň atd. V těchto volbách patřil mezi několik málo etnicky českých poslanců zvolených v občanských kuriích (mimo velkostatkářskou kurii), kteří nebyli členy mladočeské strany. Byl samostatným českým kandidátem zastupujícím rodící se agrární hnutí.